# 622 Есфір
622 Есфір (622 Esther) — астероїд головного поясу, відкритий 13 листопада 1906 року Джоелем Хастінґсом Меткалфом у Тонтоні, Массачусетс.